# Zignoëlla eutypoides
Zignoëlla eutypoides är en svampart som beskrevs av Sacc. 1881. Zignoëlla eutypoides ingår i släktet Zignoëlla och familjen Chaetosphaeriaceae.   Inga underarter finns listade i Catalogue of Life.